# Abbadia San Salvatore
Abbadia San Salvatore és un comune (municipi) de la província de Siena, a la regió italiana de la Toscana, situat uns 110 km al sud-est de Florència i uns 60 km al sud-est de Siena, a l'àrea de Monte Amiata.
La ciutat pren el seu nom de l'abadia benedictina, fundada el 743 pel rei llombard Rachis, de la qual avui només romanen l'església i la cripta.
Entre els llocs d'interès de la ciutat hi ha el barri medieval, el "Palazzo della Potesta" (s. XV) i l'església de Santa Croce.
Abbadia San Salvatore limita amb els municipis següents: Castel del Piano, Castiglione d'Orcia, Piancastagnaio, Radicofani, San Casciano dei Bagni, Santa Fiora i Seggiano.
La zona va ser una vegada important per a l'extracció de cinabri.

## Evolució demogràfica
| Gràfica d'evolució demogràfica de Abbadia San Salvatore entre 1861 i |
|                                                                      |
| Font: ISTAT - Elaboració gràfica de Viquipèdia                       |